# Evolución demográfica moderna de España
Los inicios de la evolución demográfica moderna de España se empezaron a atisbar durante el siglo XVIII, entrando de pleno en ella durante el siglo XIX, marcando una ruptura sin marcha atrás con el ciclo demográfico antiguo. Por un lado, la reducción de la mortalidad catastrófica provocó un aumento poblacional sostenido y dirigió a la sociedad española hacia el régimen de transición demográfica. Por otro lado, el censo de Floridablanca (1787), primer recuento ampliamente fiable de la población española, fue el precursor de la aparición de los primeros censos modernos (realizados periódicamente desde mediados del siglo XIX), que han permitido desde entonces el estudio con precisión de la demografía de España.

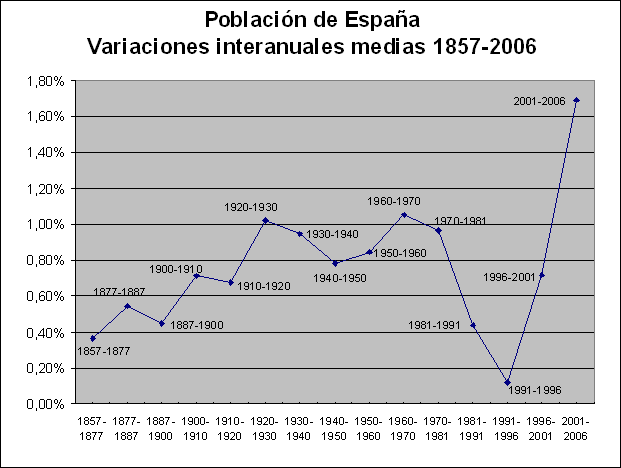
Variaciones interanuales medias de la población española entre 1857 y 2006. El máximo crecimiento vegetativo se produjo entre 1920 y 1980, frenado parcialmente por la Guerra civil y la posguerra, y cuyos efectos sobre el aumento poblacional fueron aminorados por la emigración. Tras un periodo de crecimiento muy bajo (debido a la disminución de la natalidad) a principios de los años 1990, en la década siguiente se produjo un pico histórico de crecimiento poblacional debido a la inmigración, fenómeno que ha llegado a su fin con la crisis económica actual.

## Balance de la evolución demográfica moderna de España
La población española pasa de 7,5 millones de habitantes a 10,5 millones (siglo XVIII).Tras un avance demográfico notable en el siglo XVIII, a principios del siglo XIX el crecimiento disminuyó inicialmente su ritmo debido a distintas guerras (especialmente la guerra de Independencia) y la inestabilidad política, aunque el crecimiento siguió al mismo ritmo que el resto de Europa. Aumentó la fecundidad, disminuyó ligeramente la mortalidad (especialmente la catastrófica) y la emigración fue muy reducida, debido a la independencia de las colonias americanas. En la segunda mitad del siglo XIX, la población española creció a un ritmo mucho más lento que el europeo, debido a una mortalidad aún elevada y unas corrientes emigratorias importantes.
La población del siglo XX aumentó considerablemente, pasando de 18 616 630 habitantes en 1900 a los 40 499 791 del 2001. La mortalidad disminuyó enormemente en los primeros 60 años del siglo, con lo que aunque la fecundidad disminuyó durante todo el siglo, el crecimiento vegetativo fue considerable, y fue capaz de compensar con creces una emigración importante durante casi todo el periodo 1900-1970. Durante el siglo XX también se produjeron grandes movimientos internos de población dirigidos desde las regiones más deprimidas económicamente hacia las regiones industriales y desde el campo hacia la ciudad. A partir de los años 1980, la población tendió a estabilizarse debido a la baja natalidad y al envejecimiento de la población. 
En los años 1990 se dio una ligera alza demográfica, acentuada durante los primeros años del siglo XXI, debido a la inmigración extranjera, elevando la población hasta los 46 815 916 habitantes que recoge el censo de población del año 2011. Esta evolución se puede apreciar claramente en las tablas demográficas:
- Anexo:Evolución demográfica de Españano

## Censos y recuentos de población

### Los censos de Aranda, Floridablanca y Godoy
El censo de Aranda (ejecutado entre 1768 y 1769) tuvo un resultado poco satisfactorio, por lo que sus datos no se publicaron más que en forma de resumen en el prólogo del censo de Floridablanca. Indicaba una población total de 9 159 999 habitantes en el conjunto del país.

Distribución de la población de España según el censo de Floridablanca. Se puede apreciar unas densidades de población mucho más homogéneas que las actuales, el fuerte peso de Galicia y la cierta importancia de los reinos de Castilla y de León.

El censo de Floridablanca (ejecutado en 1787) dio un resultado más satisfactorio y se lo suele considerar como bastante fiable. Señalaba una población total de 10 268 110 españoles.
Un censo ejecutado por orden de Godoy en 1797, y publicado en 1801, indicaba una población de 10 541 221 habitantes. Sin embargo, este censo se suele considerar como más defectuoso.
Posteriormente, la invasión napoleónica y la inestabilidad política posterior impidieron la ejecución de nuevos censos hasta 1857. Sin embargo, entre 1822 y 1850 se produjeron varios recuentos de población: imputaciones y censos por inscripción diaria.

### Primeras imputaciones

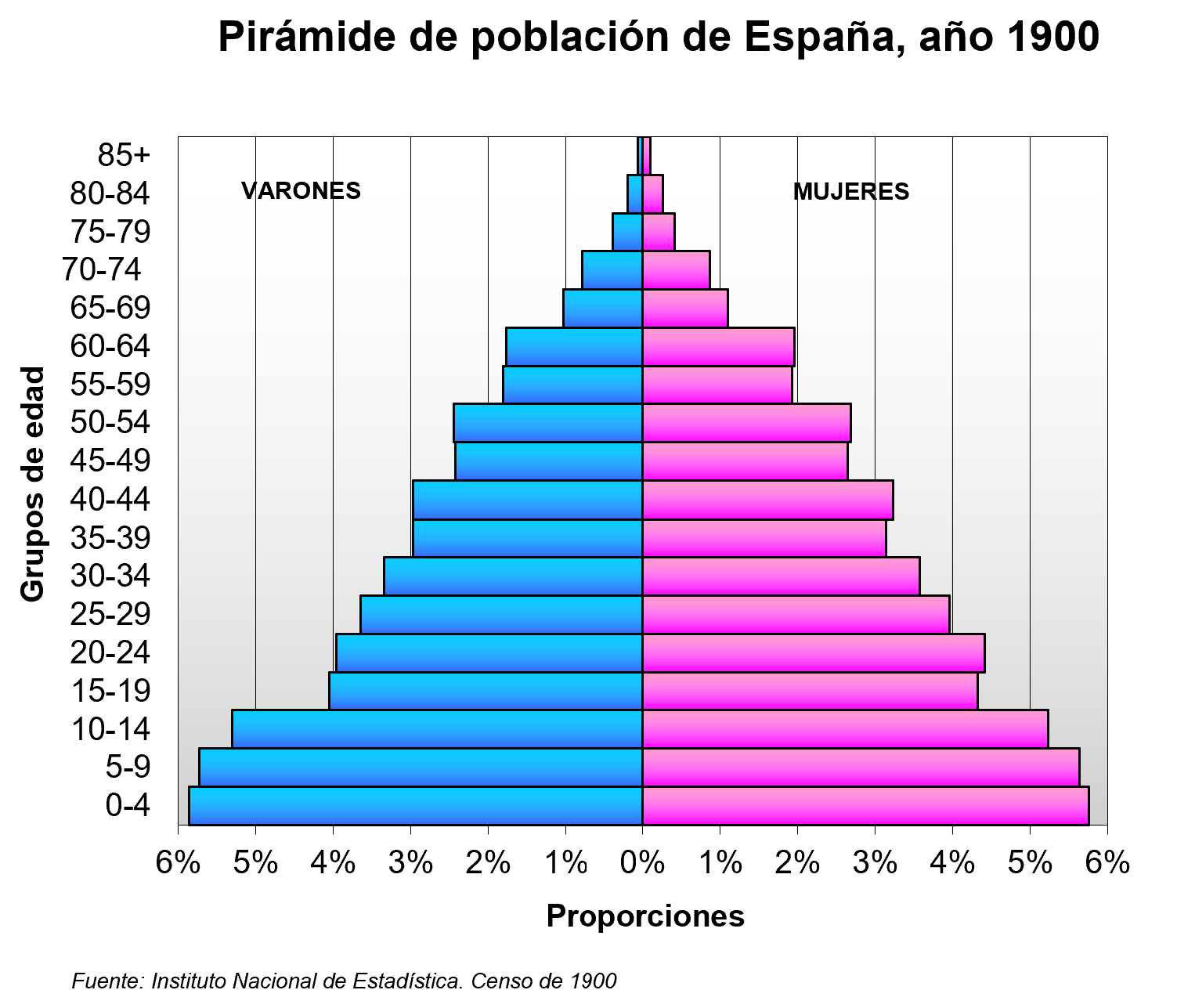
Pirámide de población de España en 1900. Se trata de una población joven, con base ancha y vértice estrecho.

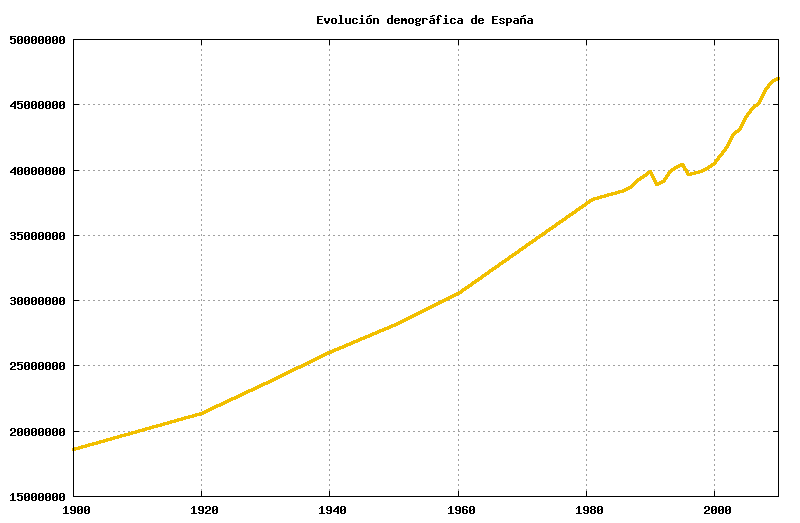
Evolución demográfica de España entre 1900 y 2006.

Durante la primera mitad del siglo XIX se fueron realizando una serie de censos basados en la población estimada a cada región de España.
| Año       | Población             | Características del censo |
| 1822      | 11.661.865            | Censo resultado del Decreto de 27 de enero de 1822, que fija una nueva organización territorial de España con 52 provincias, dando una población estimada a cada una de ellas. Esta organización territorial es revocada el año siguiente.                                                          |
| 1826      | 13.940.234            | Censo llevado a cabo por la policía, aplicado sobre las 33 provincias en las que, tras el restablecimiento en 1823 de las provincias del Antiguo Régimen, estaba dividida España. El político Pascual Madoz calificaría a este censo como uno de los más exactos realizados en España en esa época. |
| 1831 1832 | 11.158.274 11.207.639 | La inestabilidad política con la que coincidió este censo hizo que posiblemente no se realizase de una manera exacta, tal como posteriormente indicó Madoz. De hecho, algunos datos de población provinciales son directamente tomados del censo anterior.                                          |

### Imputaciones con la división territorial de 1833
En 1833 se establece una nueva división territorial formada por 49 provincias. La importancia de este modelo territorial viene de su mantenimiento desde entonces hasta hoy, lo que permite una comparación directa de la población de cada una de las provincias. Con la división territorial se realiza también un censo que da una población de 12 286 941 habitantes. Un año después se realiza una nueva imputación, dando entonces la cifra de 12 338 283 habitantes, un valor que Madoz consideró muy inferior al real..

### Censos por inscripción diaria
En 1837 la reina consorte María Cristina de Borbón ordena mediante decreto la realización de un censo de población. El principal avance de este censo es la instrucción de que las distintas cifras vengan referidas al mismo día. Sin embargo no pudo realizarse debido a los costes que estaban suponiendo las guerras carlistas.
El siguiente censo que se realizará será el de 1846 que arrojará la cifra de 12 162 872 habitantes. Entre este censo y el anterior se producen algunos cambios menores en la configuración de las provincias: Oñate pasa a Guipúzcoa, Villarrobledo pasa de Ciudad Real a Albacete, y Fuente Encarroz, Oliva, Potríes, Rafelcofer y Villalonga pasan de Alicante a Valencia. La veracidad de este censo se verá en entredicho ya que repite las cifras de población de 1833 en muchas provincias. La última de estas imputaciones se realizará en 1850 y arrojará la dudosa cifra de 10 942 280 habitantes.

### La matrícula catastral de 1842
Esta matrícula no fue estrictamente un censo, pero si fue la primera recogida de datos municipales realizada en España. Tiene su origen en el Real Decreto, de 7 de febrero de 1841, que obligaba a los ayuntamientos a rellenas unos "estados", en los que se plasmase la riqueza de los vecinos. No se dispuso de agentes independientes  que pudiese realizar esta tarea, lo que permitió -teniendo en cuenta la finalidad impositiva de la matrícula catastral- un fraude generalizado. No obstante, Pascual Madoz, aunque conocía esta limitación, consideró que merecía ser utilizada en la confección de su Diccionario geográfico-estadístico-histórico. La matrícula recogió para toda España, una población de 11.712.312 habitantes; con toda probabilidad un valor muy inferior al real.

### Los primeros censos oficiales
El censo de 1857 es el primer censo moderno de la historia de España, e inauguraba la serie estadística. Los siguientes censos se realizaron en 1860, 1877, 1887, 1897, 1900 y a partir de entonces cada 10 años.
Las fechas de referencia de los censos o padrones fueron: el 24 de mayo para el de 1857, el 25 de diciembre para el de 1860, el 31 de diciembre para los restantes hasta 1975 inclusive, 1 de marzo para los de 1981 y 1991, 1 de abril para el de 1986, 1 de mayo para el de 1996 y desde 1998, fecha de implantación del padrón continuo, la fecha de referencia es el 1 de enero de cada año.
Los censos realizados entre 1877 y 1996 dividían a la población en tres categorías: presentes, ausentes y transeúntes. Por tanto, todos estos censos daban dos valores distintos para la población de cada lugar: la población de hecho, suma de presentes y transeúntes, y la población de derecho, suma de presentes y ausentes. Las diferencias entre estas dos cifras solían ser relativamente pequeñas.

## La población española en la primera mitad delsigloXIX

Distribución geográfica del crecimiento de la población española entre 1787 y 1857

Tras un crecimiento poblacional notable durante el siglo XVIII, a finales del siglo cedió el impulso demográfico debido a una serie de factores: la guerra contra la Francia revolucionaria (1793-1795), las luchas contra Inglaterra (1796-1807), una serie de hambrunas y de epidemias durante el reinado de Carlos IV (destacando la de 1803-1804), y, especialmente, la sangrienta guerra de Independencia desarrollada entre 1808 y 1814 (donde, aparte de las bajas directas, incidió para la recesión demográfica el desorden económico, las hambrunas, el alto precio del grano, y el clima de inseguridad que provocó una disminución de los nacimientos). Las consecuencias demográficas de la guerra de Independencia se mantuvieron durante el tiempo: la generación diezmada nacida en 1802-1811 dio origen a otra generación diezmada en 1832-1841; luego, esta segunda generación diezmada estuvo en el origen de la tercera, en 1862-1871. La inestabilidad política y las guerras carlistas también supusieron un freno al crecimiento humano.
Aun así, el avance demográfico español durante la primera mitad del siglo XIX fue casi igual al avance medio europeo del periodo. A pesar de los estragos de las guerras, las nupcias se hicieron más frecuentes y la fecundidad se elevó. Sin embargo, a pesar de algunos avances (desarrollo de las vacunas, disminución de la mortalidad catastrófica), la mortalidad siguió siendo alta. El cólera (enfermedad endémica de ciertos países asiáticos) entró por primera vez en España y en Europa, causando un número elevado de víctimas en varias oleadas sucesivas (1833-1835, 1853, 1859, 1865 y 1885).
Otro factor que permitió un avance demográfico notable fue que la emigración en este periodo fue reducida: la emancipación de la mayor parte de las colonias españolas frenó esta corriente de salida, que sí se daba de forma considerable en Gran Bretaña y Alemania. La emigración a gran escala comenzaría, sin embargo, a partir de los años 1850.

## La población española en la segunda mitad delsigloXIX
| Evolución de la población española | Evolución de la población española |
| ---------------------------------- | ---------------------------------- |
|                                    |                                    |
| Año                                | Población                          |
| 1857                               | 15.464.340                         |
| 1860                               | 15.645.072                         |
| 1877                               | 16.622.175                         |
| 1887                               | 17.549.608                         |
| 1897                               | 18.065.635                         |
| 1900                               | 18.616.630                         |

Durante la segunda mitad del siglo XIX, el crecimiento de la población española fue netamente inferior al de Europa Occidental. La población de España creció en este periodo en un 24 %, frente a un 65 % de los Países Bajos, un 51 % de las islas británicas o un 42 % de Italia.
Pese a haber disminuido notablemente, la mortalidad española era, tanto en 1850 como en 1900, más elevada que en los países vecinos. En 1900, la mortalidad en España era del 29 ‰, frente al 18 ‰ de Europa Occidental. La enorme desventaja de 11 ‰ sólo hubiese podido ser compensada por una inmigración supletoria o por una natalidad extraordinaria, casos que no se dieron.

Densidades de población en España por provincias en 1857. Presenta una distribución regional más equilibrada que la actual, con menos diferencias de población entre las zonas más pobladas y las que menos. Nótese la fuerte densidad demográfica de Galicia (superpoblación que dio lugar a emigraciones masivas), la relativamente importante de Castilla y León, y la tan sólo moderadamente elevada de Madrid.

Distribución geográfica del crecimiento de la población española entre 1857 y 1887

Distribución geográfica del crecimiento de la población española entre 1887 y 1920

En Europa, los grandes avances en la disminución de la mortalidad se alcanzaron en el ámbito de las enfermedades infecciosas, obtenidos en este periodo principalmente gracias a la mejora del medio ambiente: un nivel de vida en alza y un progreso higiénico tangible. En Suecia, la legislación relativa al control efectivo del medio ambiente se había iniciado con el Estatuto de Salud Pública, de 1874; en Inglaterra, con el Public Health Act de 1875; en Hungría, Irlanda y Francia, con unas leyes similares promulgados en 1876, 1878 y 1884. Inmediatamente, las tasas de fallecimientos por infecciones intestinales empezaron a decrecer. Por el contrario, en España aquella legislación no entró en verdadero funcionamiento hasta el Estatuto Municipal de 8 de marzo de 1924, que dejaba bien sentadas las obligaciones de las autoridades locales en materia de higiene; es cierto que con anterioridad (1904, 1885 y 1847) se habían promulgado leyes en este sentido, pero se habían convertido siempre en letra muerta por falta de financiación o falta de reglamentos complementarios. Estas enfermedades infecciosas (entre la que destacaba la tuberculosis) afectaban principalmente a las clases populares, que sufrían de hacinamiento, desnutrición y miseria.
Por su parte, la epidemia del cólera siguió azotando a varias provincias españolas en 1853-1856, 1859-1860, 1865 y 1885 (véase: Pandemias de cólera en España).
También tuvo un peso decisivo las crisis de subsistencias: aún en los principios de la era del ferrocarril, una mala cosecha seguía representando en España un plus de defunciones y un déficit de matrimonios (y, por tanto, de hijos). Los malos años agrícolas (que desembocaban en un aumento del precio del trigo) de 1856-1857, 1868, 1882 y 1887 son, también, años de recesión demográfica. Las crisis de subsistencia tuvieron impactos más graves en las provincias del interior que en las costeras, donde las importaciones de alimentos vía marítima atenuaban la carestía.
Otro factor del relativamente débil crecimiento demográfico de la segunda mitad del siglo XIX fue la emigración. Entre 1853 y 1903, la legislación española pasó de ser abiertamente antiemigratoria al extremo contrario. La corriente emigratoria máxima se tuvo así a principios del siglo XX. La emigración tuvo dos salidas principales: hacia la colonia francesa de Argelia (principalmente desde el sureste del país) y, sobre todo, hacia América. En la emigración hacia América destacaron, como países receptores, Argentina y Brasil; como regiones de emigración, principalmente Galicia y, en menor medida, Canarias, Asturias y Cantabria.

### Tasa total de fecundidadde 1850 a 1899
La Tasa total de fecundidad  es el número promedio de hijos nacidos por cada mujer. La siguiente fuente se basa en una enorme y fiable cantidad de datos para todo el período. Fuentes: OurWorldInData and Gapminder Foundation.

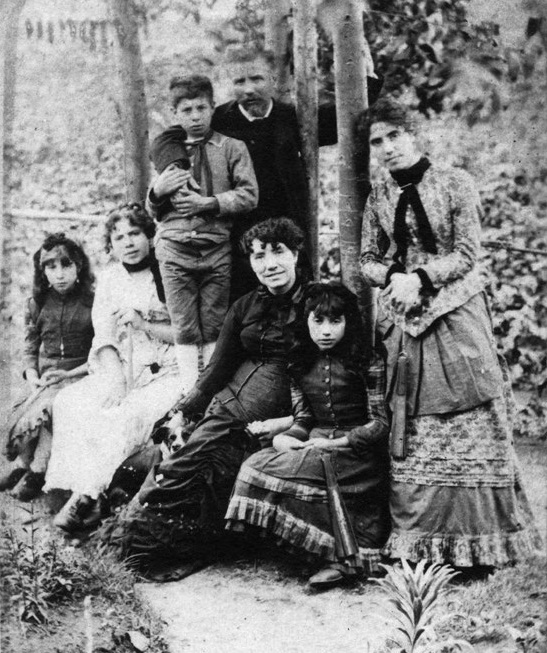
La escritora gallega Rosalía de Castro (1837–1885) con su familia nuclear en 1884. Esta es una familia de talla promedio de la segunda mitad del en España.

| Años                               | 1850 | 1851 | 1852 | 1853 | 1854 | 1855 | 1856 | 1857 | 1858 | 1859 | 1860 |
| ---------------------------------- | ---- | ---- | ---- | ---- | ---- | ---- | ---- | ---- | ---- | ---- | ---- |
| Tasa total de fecundidad en España | 5,13 | 5,07 | 5,01 | 4,95 | 4,89 | 4,83 | 4,78 | 4,72 | 4,66 | 4,75 | 4,86 |

| Años                               | 1861 | 1862 | 1863 | 1864 | 1865 | 1866 | 1867 | 1868 | 1869 | 1870 |
| ---------------------------------- | ---- | ---- | ---- | ---- | ---- | ---- | ---- | ---- | ---- | ---- |
| Tasa total de fecundidad en España | 5,16 | 5,09 | 5    | 5,19 | 5,11 | 5,07 | 5,09 | 4,72 | 4,9  | 4,84 |

| Años                               | 1871 | 1872 | 1873 | 1874 | 1875 | 1876 | 1877 | 1878 | 1879 | 1880 |
| ---------------------------------- | ---- | ---- | ---- | ---- | ---- | ---- | ---- | ---- | ---- | ---- |
| Tasa total de fecundidad en España | 4,83 | 4,83 | 4,82 | 4,81 | 4,8  | 4,79 | 4,78 | 4,78 | 4,74 | 4,7  |

| Años                               | 1881 | 1882 | 1883 | 1884 | 1885 | 1886 | 1887 | 1888 | 1889 | 1890 |
| ---------------------------------- | ---- | ---- | ---- | ---- | ---- | ---- | ---- | ---- | ---- | ---- |
| Tasa total de fecundidad en España | 4,91 | 4,79 | 4,71 | 4,86 | 4,8  | 4,86 | 4,78 | 4,82 | 4,82 | 4,55 |

| Años                               | 1891 | 1892 | 1893 | 1894 | 1895 | 1896 | 1897 | 1898 | 1899 |
| ---------------------------------- | ---- | ---- | ---- | ---- | ---- | ---- | ---- | ---- | ---- |
| Tasa total de fecundidad en España | 4,67 | 4,71 | 4,71 | 4,6  | 4,63 | 4,75 | 4,51 | 4,41 | 4,53 |

## La población española en la primera mitad delsigloXX
| Evolución de la población española | Evolución de la población española |
| ---------------------------------- | ---------------------------------- |
|                                    |                                    |
| Año                                | Población                          |
| 1900                               | 18.616.630                         |
| 1910                               | 19.990.669                         |
| 1920                               | 21.388.551                         |
| 1930                               | 23.677.095                         |
| 1940                               | 26.014.278                         |
| 1950                               | 28.117.873                         |
| 1960                               | 30.582.936                         |
| 1970                               | 33.956.047                         |
| 1981                               | 37.742.561                         |
| 1991                               | 39.433.942                         |
| 2001                               | 40.499.791                         |
| 2006                               | 44.708.964                         |
| 2008                               | 46.063.511                         |

Durante la primera mitad del siglo XX la población española creció a un ritmo superior al del resto de Europa, pasando de 18 616 630 habitantes en 1900 a 28 117 873 en 1950.

### Una disminución de la mortalidad
La mortalidad española que, en comparación con la de los países europeos era excesiva en 1900 (del 28,8 ‰), se fue reduciendo de quinquenio en quinquenio: disminuyó al 21,9 ‰ en 1915, al 16,8 ‰ en 1930, al 12,5 ‰ en 1945 y al 10,8 ‰ en 1950. Las proporciones de supervivencia en todas las edades, que se mantuvieron más o menos estacionarias entre 1860 y 1900, empiezan a aumentar desde la última fecha. En 1900, de mil nacidos vivos sólo 570 llegaban a los veinte años; en 1930, de mil nacidos vivos alcanzaban esta edad 763; en 1950, la cifra aumentaba a 947 ‰.
Especialmente significativa fue, en este periodo, la disminución de la mortalidad infantil: pasó del 185,9 ‰ en 1901 al 136,5 ‰ en 1925 y al 64,2 ‰ en 1950. Los progresos pediátricos y farmacológicos, de un lado, los de las puericultura, por otro, a los que se sumaron la intervención de los poderes públicos, fueron las causas principales de este progreso contra la mortalidad infantil. En 1932 se creó un Centro de Higiene infantil en cada capital de provincia, medida al origen de las que vendrían más adelante, entre las que destaca la fundación de los Centros Maternales y Pediátricos de Urgencia, a partir de la Ley de Sanidad Infantil y Maternal de 1941.
Sólo dos sucesos frenaron, aunque coyunturalmente, la disminución de la mortalidad en España: la gripe española de 1918-1920, última gran epidemia de la Historia de España, y la Guerra Civil (1936-1939). Las crisis de subsistencia pasaron a ser un factor demográfico secundario, que pudieron estar al origen de desplazamientos humanos, pero salvo excepciones no a aumentos de la mortalidad.

### Una disminución de la natalidad

Densidades de población en España por provincias en 1900

Densidades de población en España por provincias en 1930

La natalidad española inició su disminución a partir de 1914; en la I Guerra Mundial, aunque España no participó, el país sufrió consecuencias de todo orden, como aumento de los precios, proceso de urbanización en el interior del país, etc., que precipitó un cambio que ya presentía desde el gran descenso de la mortalidad desde 1900. Llegada esta ocasión, cuajó la tendencia, que ya habían manifestado las principales naciones occidentales, a limitar voluntariamente el número de hijos en la familia. La tasa bruta de natalidad pasó del 32,6 ‰ en 1910 al 28,2 ‰ en 1930, y al 20,0 ‰ en 1950. La disminución fue especialmente brusca entre 1928 y 1935 (debido a la depresión económica), y durante la guerra civil; en la posguerra repuntaría ligeramente la natalidad, aunque el efecto de los nacimientos retrasados fue pequeño, y la natalidad tras 1941 nunca alcanzaría el nivel anterior a 1936.
A nivel regional, la natalidad en la industrializada Cataluña había empezado a disminuir con anterioridad al resto de España (aunque no en el también industrializado País Vasco, seguramente debido al mayor peso del catolicismo en esta región), mientras que Canarias presentaba un régimen demográfico peculiar, con una natalidad que superaba ampliamente a la peninsular hasta los años 1980.
Como la disminución de la natalidad empezó a producirse más tarde que la disminución de la mortalidad, y se hizo de manera más suave que esta última, el crecimiento vegetativo en este periodo fue importante, siguiendo el modelo clásico de la transición demográfica.

### El éxodo campesino

Distribución geográfica del crecimiento de la población española entre 1920 y 1950. El crecimiento en este periodo fue en general elevado por todo el país, incluyendo zonas del interior, lo que indicaba una revitalización de las ciudades medias del interior pero una superpoblación del campo, lo que provocó tensiones por la ocupación de la tierra y, en los decenios siguientes, un éxodo rural masivo. Destacan ya en este periodo la fuerte atracción de los polos barcelonés y madrileño.

La gran corriente emigratoria del campo a la ciudad era, hasta la I Guerra Mundial, de volumen pequeño. Desde 1880 existía una corriente considerable de Aragón, Comunidad Valencia y Murcia hacia la zona industrial de Barcelona, que con anterioridad se había alimentado de mano de obra procedente de la Cataluña rural. En Madrid y en el País Vasco había una corriente inmigratoria desde el campo también importante. Sin embargo, hasta 1914 el mayor contingente de emigrantes se dirigía de forma preferente hacia América. Pero, desde 1914, los países americanos endurecieron sus políticas de inmigración, y a los emigrantes españoles no les quedó otro camino que el de la localidad más cercana. La crisis de las regiones agrícolas, en contraste con la demanda de brazos en las zonas industriales, no haría sino acelerar este proceso.
El sentido de la migración es desde las entidades más pequeñas en dirección a las entidades más grandes. En 1900, el 50,8 % de la población vivía en municipios de menos de 5000 habitantes, mientras que sólo el 13,5 % vivía en municipios de más de 50 000 personas. En 1930, en la primera categoría vivía el 40,2 % de los españoles, y en la segunda el 19,8 %. En 1950, sólo el 33,5 % de la población vivía en localidades de menos de 5000 habitantes, mientras que el 30,2 % vivía en municipios de más de 50 000.

### La emigración
El movimiento migratorio hacia Argentina cobró un auge extraordinario en los primeros años del siglo XX, sobre todo en 1912, después de que el gobierno italiano prohibiera, en 1911, el embarque de sus súbditos en aquella dirección. Luego, el éxodo alimentado especialmente de jóvenes que deseaban eludir el servicio militar, declinó de pronto a principios de 1914.
Los movimientos migratorios hacia Francia existieron ya durante el siglo XIX, con especial importancia de los refugiados políticos. El establecimiento de españoles en Francia cobró sin embargo una nueva intensidad a partir de 1914, cuando el desarrollo de la economía de guerra con ocasión de la Primera Guerra Mundial produjo en los países beligerantes (como Francia) una extraordinaria penuria de mano de obra. La política francesa de atracción, decidida en una asamblea que la Oficina Nacional de Mano de Obra Agrícola convocó en Toulouse en abril de 1915, hizo que un cuantioso contingente de españoles optase por emigrar al país vecino. El núcleo más numeroso de expatriados lo dieron las provincia levantinas, especialmente castellonenses y murcianos, y en menor grado valencianos, alicantinos e ilerdenses. A contar desde 1918, el restablecimiento de la paz motivó el regreso de una parte de los que se habían ido. A fines de 1919, el embajador español en París calculaba en 101 000 el número de retornados, quedando en Francia alrededor de 130.000 que, sumados a los que ya vivían allí antes de la guerra, elevaban a la cifra aproximada de 250 000 la cantidad de españoles residentes en territorio francés. Luego, descubiertas las superiores posibilidades de vida ofrecidas por Francia, el éxodo posbélico en dirección al mismo prosiguió de forma sostenida; en 1931, la colonia española había alcanzado su cota más elevada, con cerca de 350 000 personas. De 1931 a 1936 (cuando la gran depresión) se produjo un descenso; al estallar la guerra civil, numerosos exiliados políticos se fueron a refugiar a Francia. El éxodo republicano español adquirió caracteres masivos durante el primer semestre de 1939, al consumarse la victoria franquista. Una parte de los emigrados habría de permanecer en Francia, otra se dispersaría por los países hispanoamericanos, y otra tercera volvería a España.
El nuevo régimen aplicó inicialmente políticas poblacionistas que obstaculizaban la emigración. En 1946, se restableció finalmente la ley de 1924 que permitía libremente la salida, que se dirigió fundamentalmente hacia América, con niveles elevados entre 1948 y 1958. Sin embargo, por motivos políticos las autoridades españolas obstaculizaron la reanudación de la corriente de emigración a Francia hasta mediados de los años 1950.

### Víctimas de la Guerra Civil
Al golpe de Estado del 17 y 18 de julio de 1936 en España siguió de forma casi inmediata una brutal represión ejercida desde ambos bandos que, persiguiendo la eliminación física del adversario, produjo decenas de miles de muertes.
Estudios, basados en evoluciones demográficas, cifran en 540 000 la sobremortalidad de los años de la Guerra Civil y la inmediata posguerra, y en 576 000 la caída de la natalidad. La estimación de víctimas mortales en la guerra civil española consecuencia de la represión puede cifrarse en 200 000 personas. De ellas, se calcula en unas 50 000 las asesinadas en la retaguardia de la zona republicana, calculándose en 100 000 las asesinadas en la retaguardia de la zona sublevada, a las que hay que añadir unas 50 000 ejecuciones en la represión franquista que siguió a la Guerra Civil. Estas estimaciones, aún en 2009, estaban sometidas a revisión; aunque las víctimas producidas por el bando republicano fueron bien identificadas, las producidas por los sublevados, habiendo sido ignoradas durante el franquismo, hoy existen dificultades para cuantificarlas e identificarlas. «Las investigaciones realizadas hasta la fecha demuestran que un alto porcentaje de desaparecidos no consta en registro alguno».

## 1949-1964:baby-boomy éxodo rural

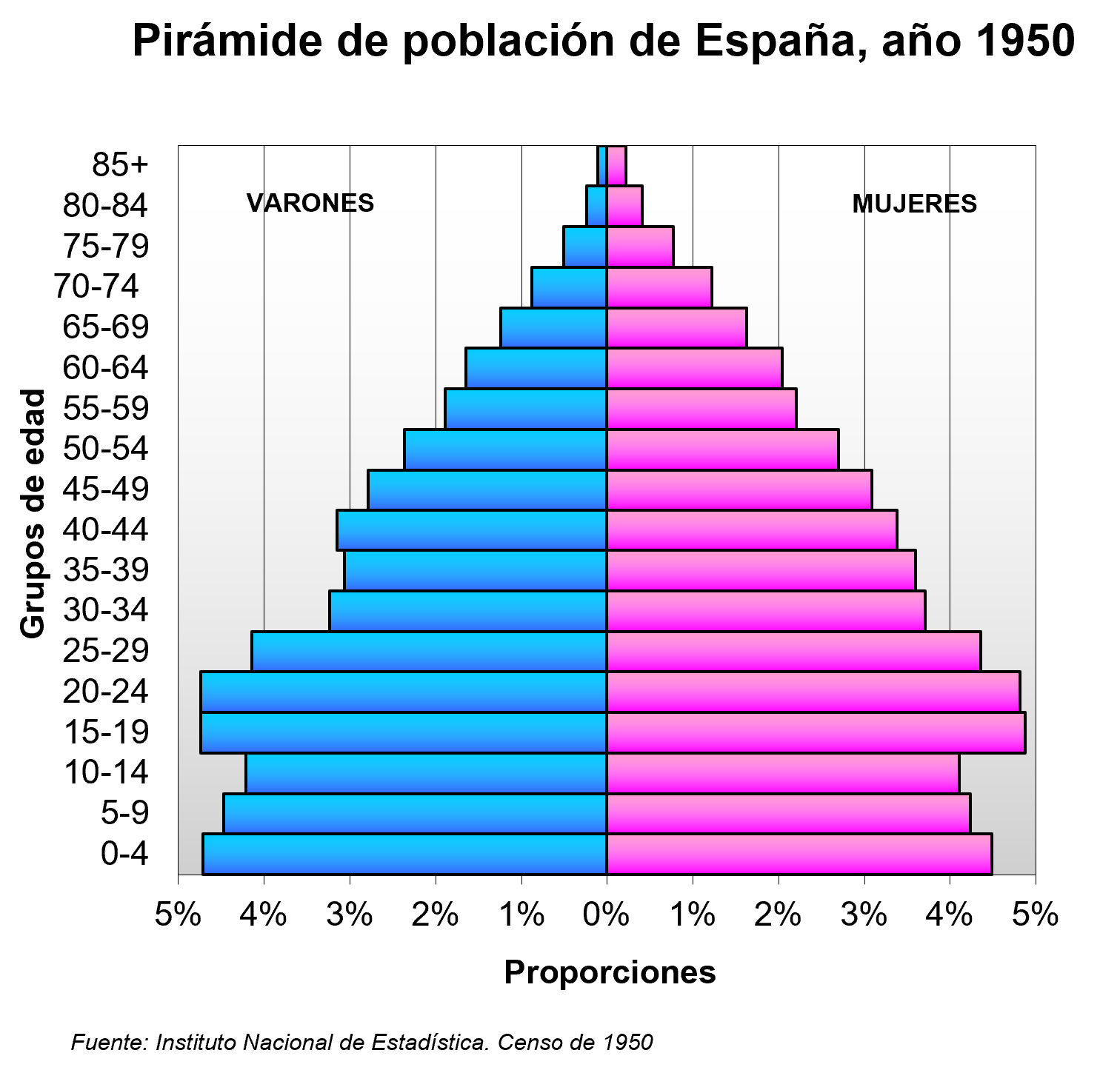
Pirámide de población de España en 1950. Se observa el hueco de la generación nacida durante la guerra civil.

La población española pasó de 28.117.873 habitantes en 1950 a 37.742.561 habitantes en 1981.

### Una mortalidad en disminución
Durante este periodo, la mortalidad siguió reduciéndose. La creación de la Seguridad Social hizo que, desde 1963, la sanidad pública estuviese generalizada para la mayoría de los ciudadanos. Los éxitos más notables se produjeron con respecto a la reducción de la mortalidad infantil, que pasó de un 64,2‰ en 1950 a un 29,5‰ en 1965, y a un 12,47‰ en 1981.

### Una natalidad estabilizada: elbaby boom
Al calor de la bonanza económica, la tasa bruta de natalidad dejó de disminuir e incluso aumentó ligeramente a partir de 1954, estabilizándose en torno al 21‰ entre 1957 y 1966. Como la mortalidad en los primeros años de vida se había reducido considerablemente con respecto a épocas anteriores, esto se tradujo en un aumento notable de la población joven, provocando el fenómeno del baby boom. En España, el baby boom se produjo con diez años de retraso con respecto al resto de Europa Occidental y Estados Unidos.
El mantenimiento de esta tasa de natalidad se hizo mientras que la tasa bruta de mortalidad seguía disminuyendo (un 11,4‰ en 1951, un 8,4‰ en 1965, un 7,77‰ en 1981) con lo que el saldo vegetativo fue superior al 10‰ en todos los años del periodo. El crecimiento vegetativo fue entonces importante, continuo y largo en el tiempo, siendo el más importante de la historia moderna de España (hasta entonces, crecimientos vegetativos interanuales continuados de más del 9‰ sólo se habían dado entre 1921 y 1935).

Densidades de población en España por provincias en 1950.

### Una emigración masiva hacia Europa Occidental
Tras el Plan Nacional de Estabilización Económica de 1959, el gobierno no solamente volvió a autorizar la emigración hacia Europa, sino que la alentó con instituciones como el Instituto Español de Emigración. La emigración hacia Europa Occidental se hizo masiva, y estuvo formada principalmente por campesinos poco cualificados. Los flujos se dirigieron principalmente hacia Alemania, Francia y Suiza. Con un fuerte grado de masculinidad y una concentración en las edades más vitales (entre 15 y 55 años), los emigrantes solían permanecer un tiempo corto, en torno a los tres años, de permanencia en el extranjero; salvo una parte de los que se encaminaron a Francia, esta emigración no constituyó en términos generales un transvase demográfico definitivo. A partir de 1967, la corriente migratoria se hizo menor (debido a la exigencia en los países de acogida de una mayor cualificación), y se detuvo completamente a partir de la crisis de 1973. Tras este año, empezó a producirse un proceso de retorno de muchos de los emigrantes que habían salido del país.
Por su parte, la emigración hacia América languideció a partir de 1959, hasta casi anularse por la intensidad de los retornos en los años posteriores.

### Un éxodo rural acelerado

Distribución geográfica del crecimiento de la población española entre 1950 y 1981. Periodo de grandes desbalances regionales, se produjo un éxodo rural masivo que despobló el campo (hacia las capitales regionales y de provincia) y la España interior (hacia Madrid, Cataluña, País Vasco y Comunidad Valenciana).

Entre 1950 y 1981, se produjo un auténtico éxodo del campo a la ciudad. Con este éxodo rural, la sociedad española se urbanizó definitivamente, asimilándose a la de los demás países desarrollados. El exceso de mano de obra en el campo, que tantos conflictos sociales había provocado durante la Segunda República (el llamado problema agrario), y que se estaba agravando por los inicios de la mecanización agraria, se solucionó de raíz expulsando a la población campesina de sus lugares de origen. Los flujos se daban, en primer lugar, de las zonas rurales a las capitales de provincia; en segundo lugar, los flujos se dirigían hacia los grandes polos de desarrollo: a las regiones industrializadas de Cataluña y el País Vasco, al polo político-industrial de Madrid, y hacia la costa y las regiones industriales de la Comunidad Valenciana.
Así, el periodo 1950-1981 fue una época de grandes descompensaciones regionales, sin precedentes en la historia demográfica española. En este periodo, la provincia de Madrid ganó 2.800.675 de habitantes, y la de Barcelona 2.386.615 (sus poblaciones más que doblándose en 30 años). Sin embargo, mientras tanto 23 provincias perdieron de manera absoluta población, y Extremadura, Castilla-La Mancha, Castilla la Vieja y el antiguo Reino de León (salvo el foco de Valladolid), gran parte de Andalucía y Aragón  (salvo el foco de Zaragoza) vieron reducidos de manera muy importante su capital humano.
Además, en general (salvo para Andalucía), las zonas de emigración eran las zonas menos densamente pobladas, con lo que las diferencias en la distribución de la población se exacerbaron aún más entre el interior, despoblado (calificado gráficamente como el "desierto central" por Jordi Nadal), y las zonas costeras y Madrid, con densidades de población extremadamente más elevadas. En 1950, Barcelona (la provincia más densamente poblada) tenía 289 hab./km², 19 veces más que Huesca (la provincia menos densamente poblada). En 1981, Barcelona había alcanzado los 598 hab./km 2, lo que era 62 veces más que Soria (la provincia menos densamente poblada desde los años sesenta).

## El fin de la transición demográfica

Distribución geográfica del crecimiento de la población española entre 1981 y 2005. La variación regional del crecimiento es más moderada que en los decenios anteriores, favoreciendo a Madrid (con su amplia región metropolitana) y a todo el arco mediterráneo e islas Canarias. Por otro lado, se observa una línea sureste-noroeste que divide el país en dos zonas: al sur (incluyendo Madrid), se tiende hacia el crecimiento, mientras que al norte de esta línea se tiende hacia la disminución de la población o a un crecimiento muy débil.

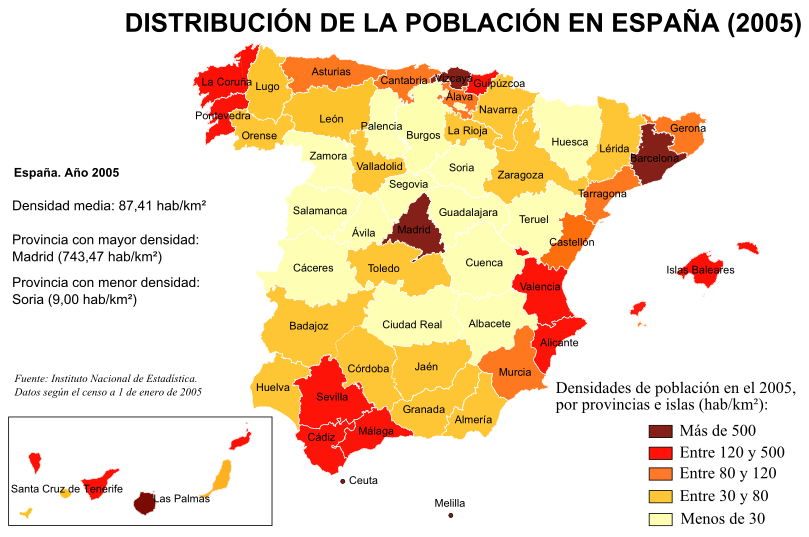
Densidades de población en España por provincias e islas en 2005. La población se encuentra fuertemente concentrada en Madrid y las regiones costeras, a los que se suman algunos núcleos de interior de importancia como Valladolid o Zaragoza.

Desde 1976, el hundimiento de la tasa de fecundidad provocó un enlentecimiento en el crecimiento de la población española, llegándose a prever de un crecimiento negativo para el 2030. Sin embargo, la llegada masiva de inmigrantes desde finales de los noventa ha permitido un nuevo despegue en el número de habitantes del país: de hecho, este fenómeno ha provocado una tasa de crecimiento, en torno al 1,7% anual desde el 2001, más bien propia de países africanos o asiáticos, y nunca sucedido anteriormente en la historia de España. El crecimiento vegetativo, aún bajo, ha empezado a crecer gracias a la mayor tasa de fecundidad de los nuevos residentes.
En 2010 se registró, como consecuencia de la crisis económica (acumulación de la Crisis financiera de 2008, la Crisis económica de 2008-2011, la Crisis inmobiliaria española de 2008 y la crisis del euro en 2010) la tasa de natalidad más baja desde 2003; el número medio de hijos por mujer disminuyó hasta 1,38, descendiendo el número de nacidos un 1,96% respecto a 2009.

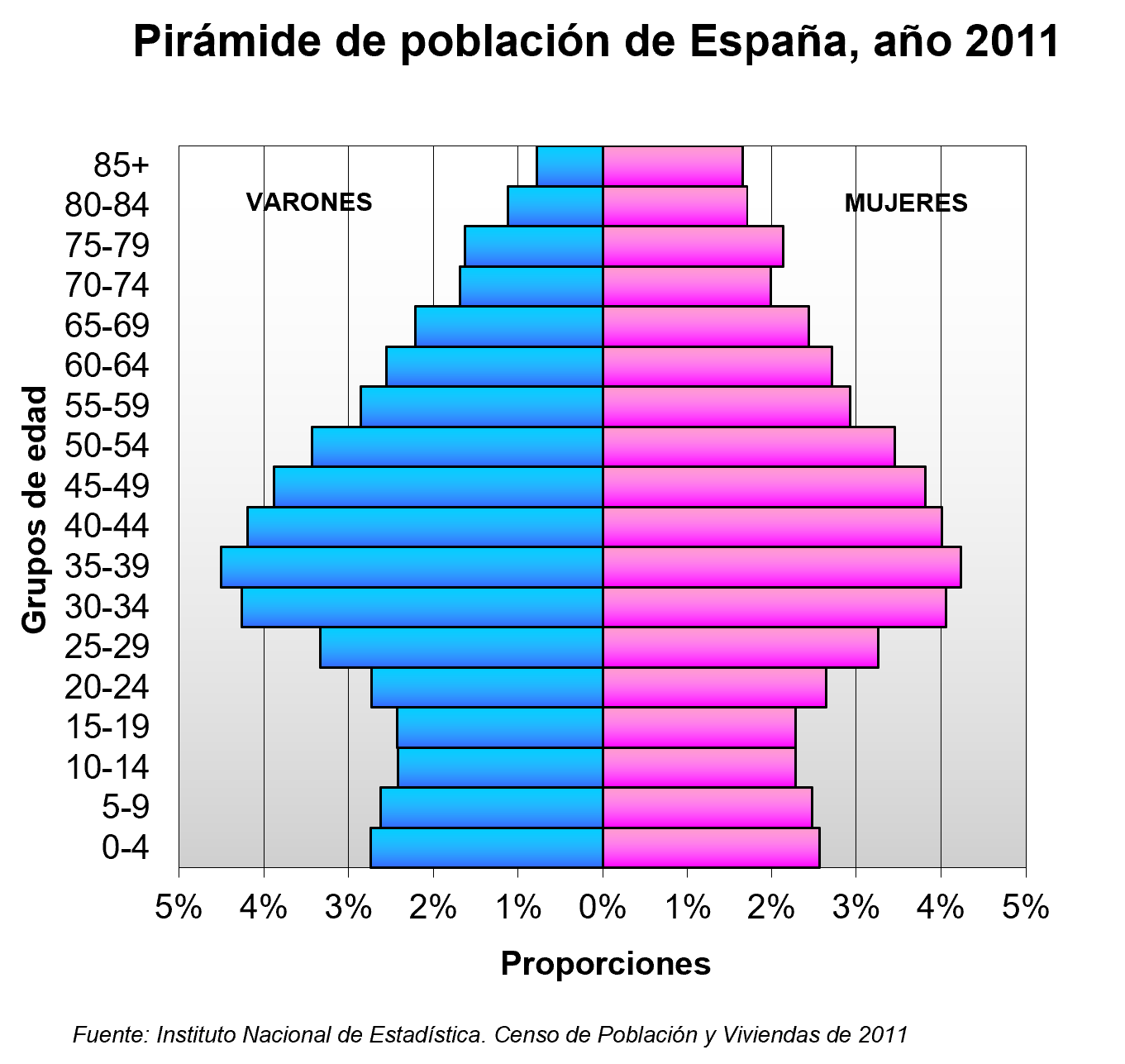
Pirámide de población de España según el censo de 2011

Evolución de la estructura de población por edades

### Proyecciones demográficas del INE a 2021
En octubre de 2011 el INE publica datos sobre la población de España sobre la próxima década que auguran, de mantenerse la tendencia demográfica (menos inmigrantes y menos nacimientos), un decremento del 1,2% de la población hasta 2021, es decir una disminución de más de 500.000 habitantes, quedando en esa fecha en 45,6 millones de habitantes. también recalcar que debido a la pandemia hay un descenso de personas mayores de 65 años.
A lo largo del año 2022 también se esperan más fallecidos por dicha causa.